# 넥스트스튜디오스
넥스트스튜디오스(NEXT STUDIOS)는 대한민국의 종합 스튜디오 회사이다.

## 역사
종합 영상 미술회사 더엔에스엔컴퍼니그룹 자회사 대표 출신이자 엔터테인먼트 전문기업인인 조한주가 최신형 스튜디오 개발 및 확장과 종합 영상 미술 제작사업, 콘텐츠 제작사업의 통합된 미래형 원스톱 종합 스튜디오 사업을 위해 2019년 2월에 '넥스트스튜디오스'를 설립했다. 그로부터 3년후 2022년 5월에 국내 최신의 종합 영상 스튜디오인 넥스트스튜디오 인천본점 개관을 시작으로 파주, 문경 등 본격적인 종합 영상 스튜디오 '넥스트스튜디오'의 개발 및 브랜드 체인사업을 확장했다.

## 연혁
- 2019년 2월 종합 스튜디오 회사 (주)넥스트스튜디오스 설립
- 2019년 8월 MBN 드라마 '우아한가' 미술제작
- 2019년 11월 JTBC 드라마 '초콜릿' 미술제작
- 2019년 12월 KBS 드라마 '99억의여자' 미술제작
- 2020년 6월 영화제작사 (주)동아수출공사와 종합 영상 스튜디오 브랜드 '넥스트스튜디오' 개발 및 체인 공동사업 계약 체결
- 2020년 10월 MBN 드라마 '나의위험한아내' 미술제작
- 2021년 4월 라이프타임채널 드라마 '드라마월드' 미술제작
- 2021년 6월 TVING ORIGINAL 영화 '미드나이트' 미술제작
- 2021년 7월 JTBC & TVING 드라마 '피타는연애' 미술제작
- 2021년 8월 종합 영상 콘텐츠 투자/제작사 (주)스튜디오앤뉴와 파주 스튜디오시티 산업단지 내 종합 영상 스튜디오 개발 PM 및 장기 파트너쉽 계약 체결
- 2021년 12월 '혁신성장형' 벤처기업 인증
- 2022년 3월 종합 영상 스튜디오 회사 (주)넥스트그라운드 설립
- 2022년 5월 국내 최신 종합 영상 스튜디오 브랜드 '넥스트스튜디오 인천본점' 개관
- 2022년 6월 파주 스튜디오시티 산업단지내 '넥스트그라운드' 스튜디오 부지 매입
- 2022년 9월 경북 문경 현지 종합 스튜디오 회사 (주)제이컴퍼니 설립
- 2022년 11월 영화 제작사 (주)비에이엔터테인먼트와 전략적 업무제휴 계약 체결
- 2023년 3월 드라마 제작사 (주)초록뱀미디어와 전략적 업무제휴 계약 체결
- 2023년 3월 드라마 제작사 (주)래몽래인과 전략적 업무제휴 계약 체결
- 2023년 5월 문경시 실내 촬영 스튜디오 위수탁 운영계약 및 종합 영상 스튜디오 단지 조성 협약 체결
- 2024년 7월 동서울대학교와 산학협력 협약 체결
- 2024년 7월 영화 제작사 (주)퍼펙트스톰필름과 전략적 업무제휴 계약 체결
- 2024년 8월 영화 제작사 (주)영화사월광과 전략적 업무제휴 계약 체결
- 2024년 10월 (사)한국스튜디오협회 창립 정회원사 가입
- 2024년 12월 파주 연풍리 종합 영상 스튜디오 개발 PM 계약 체결
- 2025년 3월 현대도시개발과 태안기업도시내 종합 영상 촬영단지 조성 개발 및 운영 업무제휴 계약 체결
- 2025년 6월 인천 강화군 카이로스 종합 영상 스튜디오 개발 PM 및 운영대행 계약 체결

## 비지니스
종합 영상 스튜디오 개발 및 운영

## 관계사
- (주)제이컴퍼니

## 주요 협력사
- 동아수출공사 동아수출공사는 1967년 설립 운영된 대한민국의 대표적인 영화 제작사로 지난 73년부터 한국 영화 85편의 투자, 제작과 150여 편의 외화를 수입 흥행하였고 많은 국내, 국외 영화제에서의 수상한 실적은 물론 ㈜영성프로덕션을 자회사로 지난 89년 부터 외화 620여 편을 비디오로 제작 출시하는 등 대한민국 영화사와 영상 문화 발전에 큰 발자취를 남긴 국보적인 영화 제작사로 일컬어지는 기업이다.